# Anhões
Anhões ist ein Ort und eine ehemalige Gemeinde (Freguesia) im nordportugiesischen Kreis Monção. Die Gemeinde hatte 140 Einwohner (Stand 30. Juni 2011).
Am 29. September 2013 wurden die Gemeinden Anhões und Luzio zur neuen Gemeinde União das Freguesias de Anhões e Luzio zusammengeschlossen. Anhões ist Sitz dieser neu gebildeten Gemeinde.